# Companhia Industrial Santa Matilde
SM (sigla para Santa Matilde, nombre de la fábrica y nombre por el cual el coche acabó haciéndose más conocido) fue un coche producido en Brasil de 1978 a 1997, por la Companhia Industrial Santa Matilde.

## La compañía
En 1975 el gobierno brasileño, prohibió definitivamente la importación de automóviles y sus autopartes. Tal situación, a favor de la industria nacional (a decir verdad, industrias extranjeras con fábricas en el Brasil), acabó viabilizando la formación de algunas industrias automotrices de capital genuinamente brasilero, dentro de las cuales se encontraba Companhia Industrial Santa Matilde. La firma, propiedad de Humberto Pimentel, ya existía antes de fabricar automóviles, produciendo componentes ferroviarios y agrícolas, con fábricas en Conselheiro Lafaiete (Minas Geráis) y Três Rios (Río de Janeiro).
La suspensión de las importaciones trajo problemas para quien poseía un vehículo importado, porque afectaba directamente la adquisición de autopartes para su mantenimiento. En este grupo de personas, estaba el Sr. Pimentel, quien poseía un Porsche Targa 911S. Preocupado por la futura carencia de piezas, el resolvió comprar un coche deportivo nacional. Su elección fue el mejor coche deportivo de ese entonces: El Puma GTB.
Existen entretanto dos versiones sobre cómo este hecho llevó a Pimentel a crear su propio automóvil. Una versión indica que la lista de espera para adquirir un GTB era muy larga y que habría sido el detonante. Entre tanto, otra versión dice que, luego de analizar el Puma GTB, sugirió algunos cambios en el carro, favoreciendo una mejora en lo que se refería a su estructura, seguridad y estabilidad. La respuesta habría sido negativa, y esto lo habría impulsado a idear un coche deportivo que atendiese a sus exigencias.
- Datos: Q27016649